# Hilda Sturm
 (mars 2022).
Si vous disposez d'ouvrages ou d'articles de référence ou si vous connaissez des sites web de qualité traitant du thème abordé ici, merci de compléter l'article en donnant les références utiles à sa vérifiabilité et en les liant à la section « Notes et références ».
 (février 2011).
Hildgarde dite Hilda Sturm (1909-1992) est un mannequin et championne de ski entre les deux guerres.

## Biographie
Née à Bonn le 16 novembre 1909, sa jeunesse est marquée par la guerre, la défaite de son pays, l'abdication du Kaiser. En 1926 elle quitte l'Allemagne en pleine dépression économique pour la France heureuse de l'entre-deux guerres. Arrivée à Paris en 1927, grande skieuse, elle participe à plusieurs championnats de ski de haut niveau, notamment le Championnat du monde d'Innsbruck de 1933 où elle remporte la huitième place. Elle se fait remarquer et devient mannequin des grands couturiers. En 1936 elle est l'actrice principale du film de Marcel Ichac Poursuites blanches. La même année elle épouse Alexander Liberman, photographe et directeur artistique du magazine VU de Lucien Vogel qui deviendra plus tard le directeur artistique aux éditions Condé Nast. Ayant refusé de représenter l'Allemagne hitlérienne aux Jeux olympiques de Garmisch-Paterkirchen de 1936, elle se voit sanctionnée et la nationalité allemande lui est retirée. En 1939, elle divorce d'Alexandre Lieberman pour vivre avec un américain de Paris, Charley Michaelis.
À la déclaration de guerre, ce dernier rejoint précipitamment les États-Unis. Ils se perdent de vue et ils ne se retrouveront qu'en 1945. Vient l'attaque allemande de mai quarante et la débâcle des millions de français. Enceinte, Hilda fuit avec sa mère, se retrouve sur la Loire avec tous les ponts bloqués et accouche en catastrophe à La Baule d'un petit garçon prénommé Charley comme son père.
De retour à Paris, elle est arrêtée en novembre 1943 pour « attitude anti-allemande » et emprisonnée à la prison centrale de Berlin. Trois mois plus tard elle est transférée au Camp de concentration de Ravensbrück dans la section des prisonniers politiques. Après neuf mois de travaux forcés elle est libérée et retrouve sa mère et son fils dans le petit village allemand de Boppard. C'est là que son compagnon d'avant la guerre, Charley Michaelis, enrôlé dans les services secrets américains, la fameuse OSS, retrouve Hilda et découvre son fils de quatre ans.
En 1947, de retour à Paris, elle épouse Charley Michaelis. Ce dernier, organisateur de spectacle et de matches de boxe est connu pour avoir organisé les combats de Marcel Cerdan, de Ray Sugar Robinson, Dauthuille et de bien d'autres. C'est lui qui fait venir et organise en France des spectacles aussi célèbres que les Harlem Globetrotters, le Stock-car, le cirque Barnum ou Holiday on Ice.
Hilda Sturm aura en 1949 un autre garçon. Elle meurt le 31 août 1992 à Paris, huit ans après son second mari.